# رود شیریبتسو
رود شیریبتسو (به لاتین: Shiribetsu River) یک رود در ژاپن است که در Hokkaido Prefecture واقع شده‌است.